# Polietilè d'alta densitat

El polietilè d'Alta Densitat té el codi d'identificació de plàstics 2

El polietilè d'alta densitat (en anglès:High-density polyethylene, HDPE o polyethylene high-density PEHD) és un polietilè termoplàstic que es fabrica a partir del petroli. Té una gran relació entre densitat i resistència; l'HDPE comunament s'usa per a fer ampolles de plàstic, canonades resistents a la corrosió, geomembranes i fusta plàstica.
Per a fer un quilo de HDPE calen 1,75 kg de petroli (en consum d'energia i matèria primera). El polietilè d'alta densitat es recicla i té el codi d'identificació de plàstics núm. 2.
L'any 2007 el mercat mundial de HDPE arribà a un volum de més de 30 milions de tones.

## Propietats
El polietilè d'alta densitat és conegut per la seva gran relació entre densitat i resistència. La densitat de massa del polietilè d'alta densitat oscil·la entre 0,93 a 0,97 g/cm³. Malgrat això la densitat del HDPE només és marginalment més alta que la del polietilè de baixa densitat, però el HDPE té menor embrancament químic de polímers donant forces intermoleculars més fortes i més resistència a la tracció que el polietilè de baixa densitat. La diferència en resistència excedeix la diferència en densitat, donant al HDPE més resistència específica. També és més dur i més opac i pot resistir una temperatura un poc més alta (120 °C/ 248 °F per a curts períodes, 110 °C /230 °F contínuament). L'HDPE al contrari que el polipropilè, no pot resistir les condicions normals de l'autoclau. La manca de derivació química asseguren bones propietats per a ser utilitzat com catalitzador i en les condicions de les reaccions químiques. L'HDPE conté els elements químics carboni i hidrogen.

## Aplicacions

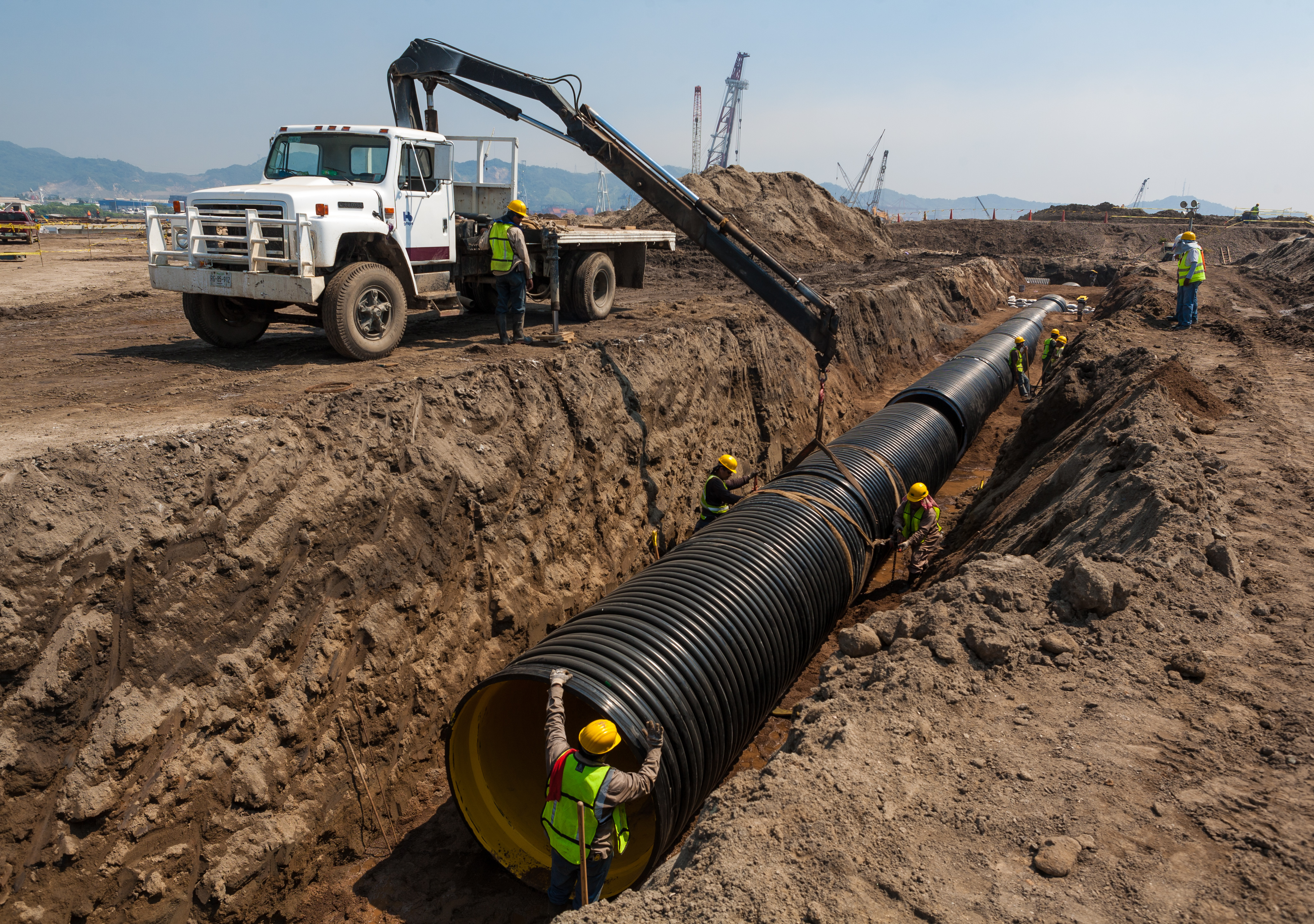
Instal·lació de canonades de HDPE a Mèxic.

El HDPE resisteix molts solvents diferents i entre les seves moltes aplicacions es troben:
- Marcs de motxilla
- Plaques balístiques
- Taps d'ampolla
- Sistemes de canonades resistents químicament
- Aillants de cables coaxials
- Contenidors d'aliments
- Dipòsits de combustible per a vehicles
- Sistemes de distribució de gas
- Cirurgia plàstica (reconstrucció facial i de l'esquelet)[5]
- Canonades per l'aigua d'ús domèstic

Les gerres per a la llet i altres tipus de recipients emmollats per bufament són l'aplicació més important del HDPE amb més de 8 milions de tones. La Xina, on les ampolles per a begudes es fan de HDPE, van ser els primers importadors d'aquest plàstic el 2005.
l'HDPE s'ha beneficiat dels possibles problemes per a la salut que pot tenir el PVC i policarbonats degut a l'ús que en fan del bisfenol A, a més dels avantatges del HDPE sobre el vidre, els metalls i el cartró.